# Paryphoconus enderleini
Paryphoconus enderleini är en tvåvingeart som beskrevs av Lane 1956. Paryphoconus enderleini ingår i släktet Paryphoconus och familjen svidknott. Inga underarter finns listade i Catalogue of Life.